# Apo (eiland)

Apo is een eiland in de Filipijnse provincie Negros Oriental en onderdeel van de Visayas-eilandengroep. Apo staat bekend als een goede duiklocatie. Het eiland heeft een oppervlakte van ongeveer 72 hectare en bestaat uit vulkanische rotssteen. Het eiland en de zee rondom het eiland is een beschermd natuurreservaat genaamd Apo Island Protected Landscape and Seascape. Het eiland ligt in de gemeente Dauin. Tijdens de laatste officiële volkstelling in 2007 had het eiland 745 inwoners.

## Geografie

### Bestuurlijke indeling
Het eiland Apo is een eiland in de provincie Negros Oriental. Apo ligt in de gemeente Dauin en bestaat uit een enkele barangay genaamd Apo Island.